# Emma Domb
Emma Domb var ett amerikanskt företag som specialiserade sig på att tillverka och saluföra brud-, fest-, prom- och cocktailklänningar. Företaget grundades 1939 och ägdes av Lorraine Domb Steinberg och hennes dotter Emma Domb. Själva klädmärket hette först Party Lines by Emma Domb och senare Emma Domb California. Emma Domb-klänningarna kännetecknas av sina accentuerade livstycken och vida kjolar.

## Galleri

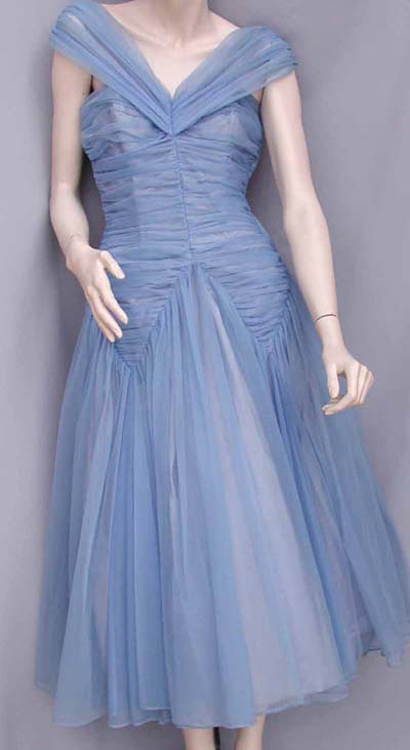
Blå balklänning